# Sailor Moon (jeu vidéo)
 (mars 2020).
Si vous disposez d'ouvrages ou d'articles de référence ou si vous connaissez des sites web de qualité traitant du thème abordé ici, merci de compléter l'article en donnant les références utiles à sa vérifiabilité et en les liant à la section « Notes et références ».
Sailor Moon (美少女戦士セーラームーン, Bishōjo Senshi Sailor Moon) est un jeu vidéo de type beat them all développé et édité par Angel au Japon, et édité par Bandai en France (uniquement sur Super Nintendo). Il est sorti en 1993 sur Super Nintendo et en 1994 sur Mega Drive. C'est le seul jeu vidéo fondé sur la franchise Sailor Moon qui soit sorti en Occident.
La version Mega Drive comporte des graphismes et des niveaux améliorés.

## Système de jeu
Le jeu est fondé sur la première saison de Sailor Moon et propose de contrôler une ou deux des cinq héroïnes. Chacune d'elles peut réaliser quelques enchaînements de coups et possède une attaque spéciale permettant d'atteindre tous les ennemis en une ligne.
Le jeu est divisé en cinq grands niveaux:
- Quartier latin (boss : Bakene)
- Parc d'attractions (boss : Murid)
- Usine secrète (boss : Zoisite déguisé en Sailor Moon)
- Millénaire d'argent (boss : Kunzite)
- Royaume des ombres (boss : Prince Endymion et Reine Beryl)

## Personnages
Les cinq héroïnes sont bien sûr:
- Sailor Moon alias Usagi Tsukino; son attaque spéciale est son frisbee lunaire. Elle peut aussi utiliser son bâton de lune.
- Sailor Mercury alias Amy Mizuno; son attaque spéciale est son jet de bulles. Elle est plus rapide que les autres Senshi mais a une atteinte plus courte.
- Sailor Mars alias Rei Hino; son attaque par défaut est le coup de pied, qui a une plus grande atteinte que le coup de poing. Son attaque spéciale est l'âme du feu. Elle peut se servir de ses talismans
- Sailor Jupiter alias Mako Kino; son attaque spéciale est l'éclair suprême. Elle attaque avec une succession de coup de poing, aussi elle peut utiliser le Flower Hurricane (qui n'apparait dans l'anime, mais plutôt dans la série live in Action nommée: Pretty Guardian Sailor Moon ).
- Sailor Venus alias Minako Aïno; la seule Sailor Senshi dont l'attaque par défaut emploie une arme, elle brandit sa chaîne qui a une longue portée. Elle peut utiliser son croissant d'amour.

Les ennemis sont principalement constitués des youma du Dark Kingdom apparus dans la série animée, y compris de doubles de couleur différente inhérents à ce genre de jeu:
- Akan
- Gesen
- Garoben
- Jumeau
- Jijii
- Poupée de chiffon
- Clown
- Femme magicienne